# 西北高加索语系
西北高加索语系（英語：Northwest Caucasian languages），亦称西北高加索语、西高加索语（英語：West Caucasian）、阿布哈兹-阿迪格语（英語：Abkhazo-Adyghean），是指在西北高加索地区使用的一组语言，分布主要集中在三个俄罗斯共和国（阿迪格共和国、卡巴爾達-巴爾卡爾共和國和卡拉恰伊-切尔克斯共和国）、阿布哈茲的争议领土（实际由格鲁吉亚控制）、土耳其，以及中东的一些较小的社区。